# Stadion Manas w Kara-Bałcie
Stadion Manas – stadion sportowy w Kara-Bałcie, w Kirgistanie. Obiekt może pomieścić 4500 widzów. Swoje spotkania rozgrywają na nim piłkarze klubu FK Kara-Bałta.